# Eketorp
Eketorp is een klein dorpje op het eiland Öland, in het natuurgebied Stora Alvaret. De plaats ligt ongeveer 15 km vanuit het zuidelijkste punt van het eiland. Het behoort tot de gemeente Mörbylånga.

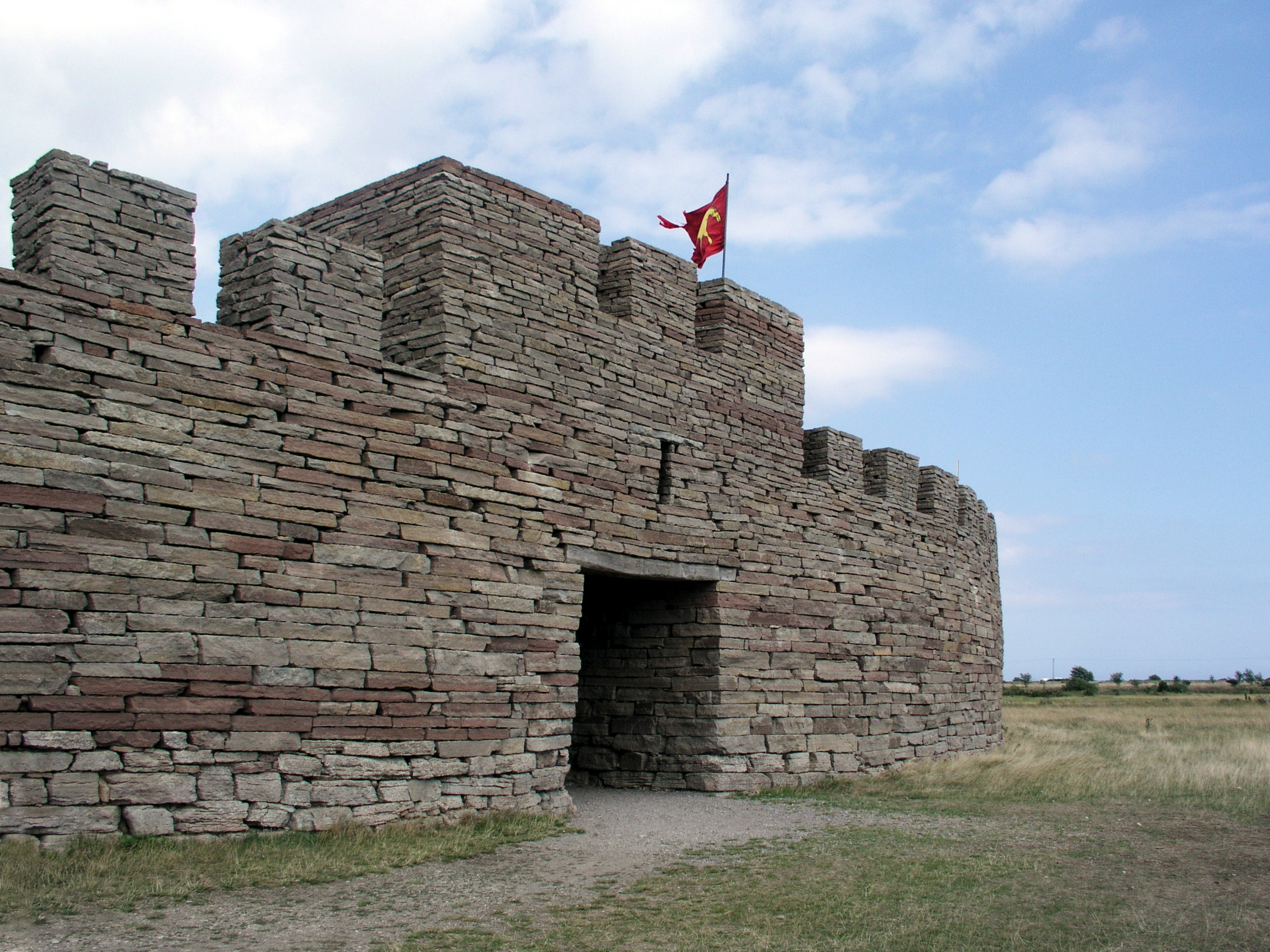
Ingang van het fort Eketorp

Eketorp staat bekend om het ringvormige fort uit de ijzertijd. Het werd in de jaren 60 en 70 opgegraven en vervolgens gedeeltelijk herbouwd. In 1984 werd in het fort een openluchtmuseum geopend, dat jaarlijks circa 50.000 bezoekers trekt.
Albrunna · Alby · Algutsrum · Alvlösa · Arontorp · Ås · Bläsinge · Bredinge · Bröttorp · Bårby · Degerhamn · Dörby · Eketorp · Eriksöre · Frösslunda · Färjestaden · Gettlinge · Glömminge · Gräsgård · Grönhögen · Gårdby · Gårdstorp · Hagby-Bläsinge · Hammarby · Hässleby · Hulterstad · Isgärde · Karlevi · Kastlösa · Kleva · Kråketorp · Lenstad · Lindby · Mellby · Mysinge · Mörbylilla · Mörbylånga · Norra Kvinneby · Norra Möckleby · Norra Näsby · Näsby · Össby · Ottenby · Resmo · Risinge · Runsbäck · Ryd · Rösslösa · Seby · Skogsby · Skärlöv · Smedby · Solberga · Stenåsa · Stora Frö · Sägerstad · Södra Möckleby · Torngård · Triberga · Ventlinge · Vickleby · Västerstad